# Soeste

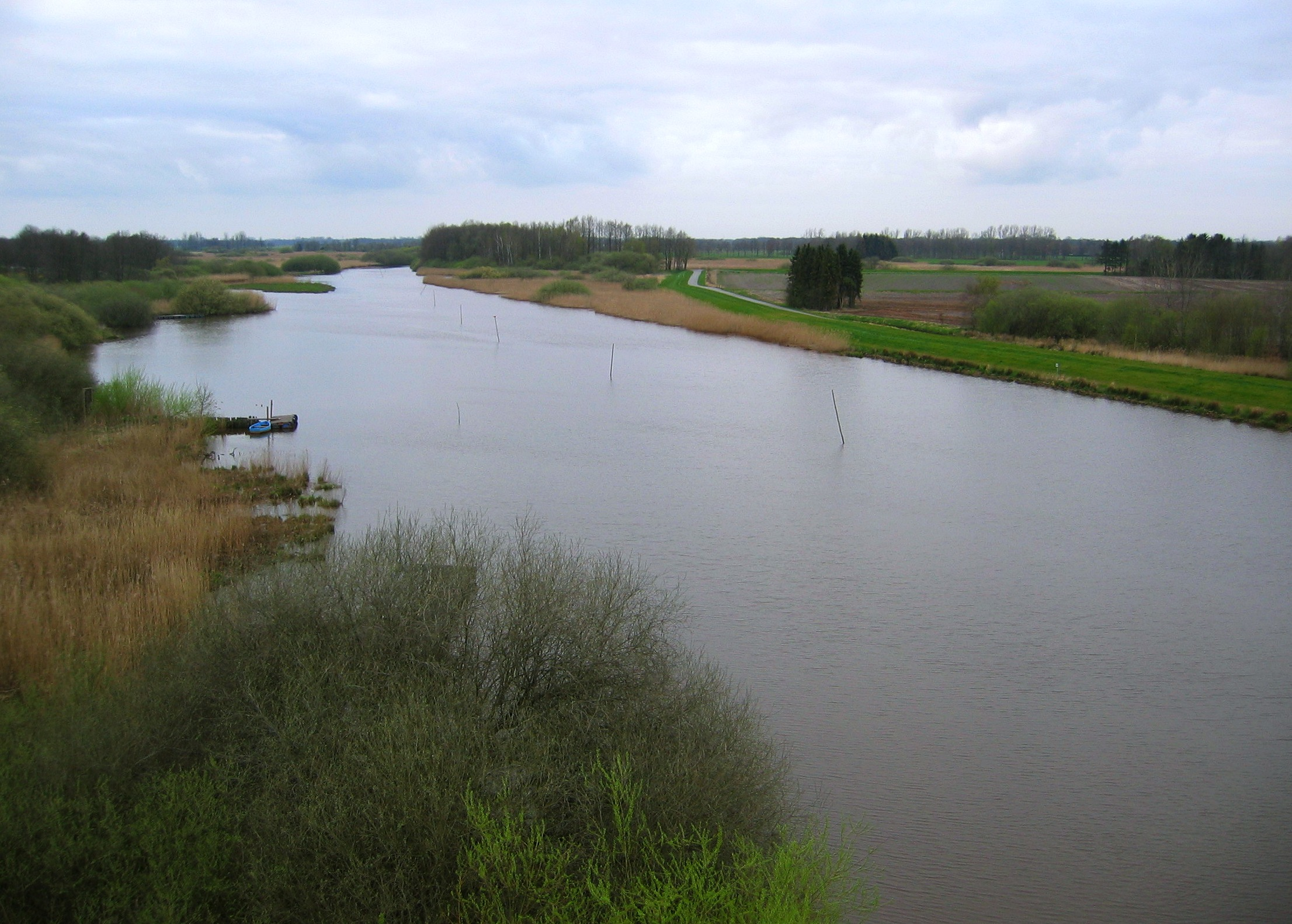
Floden Soeste vid Barssel

Soeste är en flod i distriktet Cloppenburg i den nordvästtyska delstaten Niedersachsen. Soeste är en av två källfloder till Jümme. 
Soestes källor finns i Emstek kommun. Soeste flyter sedan i nordvästlig riktning genom staden Cloppenburg. Därefter fortsätter floden sitt lopp till dammen Thülsfelder Talsperre som byggdes på 1920-talet. Därifrån fortsätter Soeste till Friesoythe och Kampe, där den rinner samman med Lahe. Strax efter Barssel flyter Soeste ut i floden Jümme. 